# Farnsberg (Rhön)

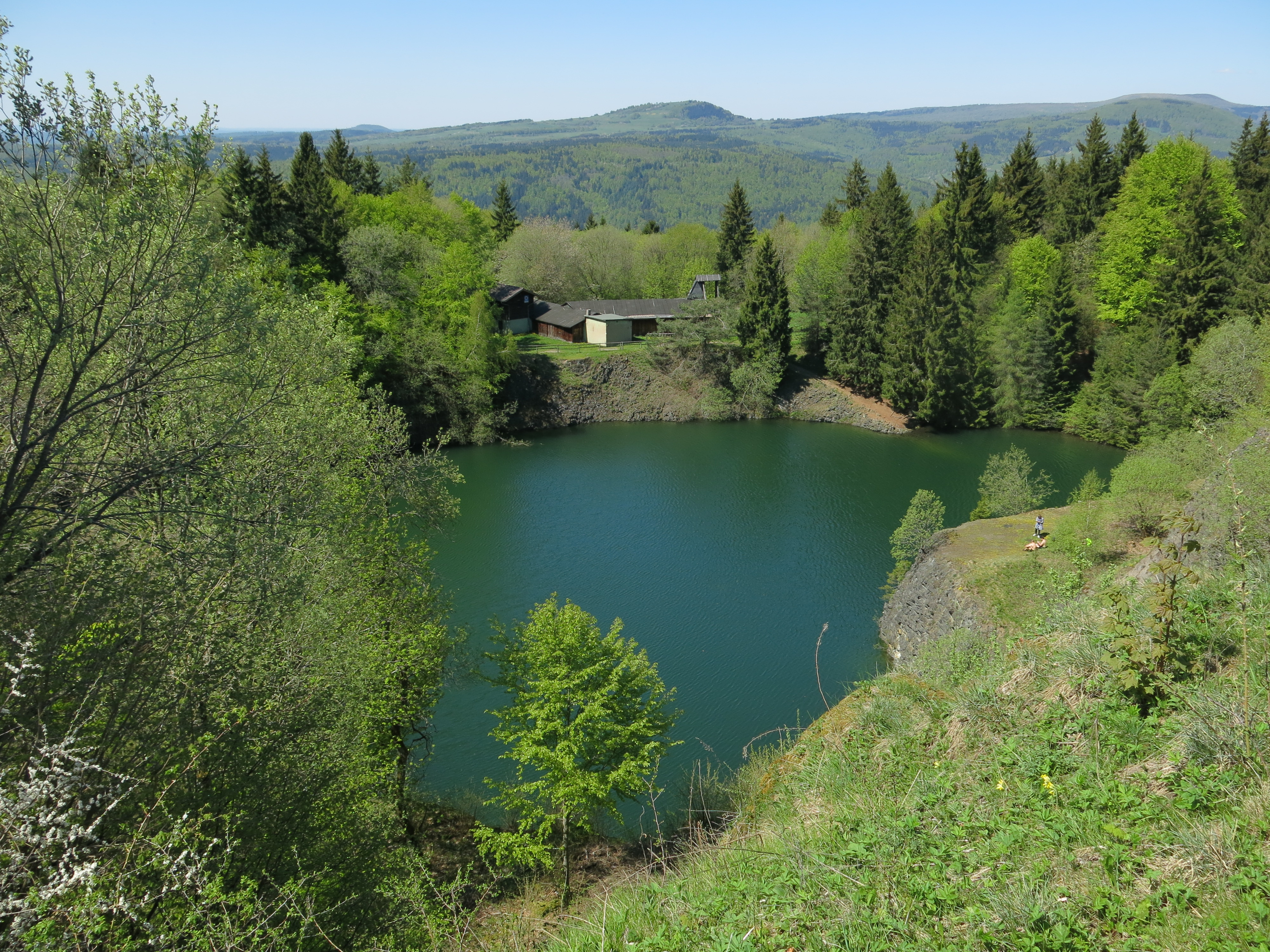
Basaltsee Tintenfass

Der Farnsberg ist ein 786 m ü. NHN hoher Berg der Rhön. Er gehört zum Höhenzug Schwarze Berge und liegt nahe Bad Brückenau im bayerischen Landkreis Bad Kissingen.

## Geographie

### Lage
Der Farnsberg erhebt sich im Naturpark Bayerische Rhön und im Biosphärenreservat Rhön. Sein Gipfel liegt 2,6 km ostsüdöstlich des Riedenberger Kernorts und 2,8 km südöstlich des Riedenberger Ortsteils Neufriedrichsthal sowie 3,9 km südsüdwestlich von Oberbach, 6,5 km westnordwestlich von Gefäll, 3,8 km nördlich des im Tal der oberen Thulba befindlichen Geroda und 3,6 km nordöstlich von Schildeck. Etwa 300 m südöstlich des Gipfels verläuft die Grenze von Riedenberg und Geroda.
Der Farnsberg wird nördlich durch den Mittelbach und südwestlich durch den Trockenbach begrenzt, zwei Zuflüssen der Sinn; die Landschaft fällt nach Westnordwesten zu diesem Fluss ab. Die Landschaft leitet nach Nordwesten zu den Barsteinen (678 m) über. Im Übergangsbereich zu dieser Erhebung liegt in einem ehemaligen Basalt-Steinbruch der See Tintenfass. Nach Osten leitet die Landschaft mit geringer Scharte zum Berg Höhe (834 m) über. Auf dem Südwesthang breitet sich das Steinerne Meer aus, ein kleines Felsenmeer aus Basaltblöcken. Südwestliche Nachbarerhebung ist das Knörzchen (643 m).

### Naturräumliche Zuordnung
Der Farnsberg gehört in der naturräumlichen Haupteinheitengruppe Osthessisches Bergland (Nr. 35), in der Haupteinheit Hohe Rhön (354) und in der Untereinheit Südliche Hochrhön (354.0) zum Naturraum Schwarze Berge (354.01) und liegt etwa in dessen Zentrum.

## Schutzgebiete
Auf dem Farnsberg liegen Teile des Naturschutzgebiets Schwarze Berge (CDDA-Nr. 64699; 1993 ausgewiesen; 31,7067 km² groß), des Landschaftsschutzgebiets Bayerische Rhön (CDDA-Nr. 396113; 959,8027 km²), des Fauna-Flora-Habitat-Gebiets Bayerische Hohe Rhön (FFH-Nr. 5526-371; 192,6059 km²) und des Vogelschutzgebietes Bayerische Hohe Rhön (VSG-Nr. 5526-471; 190,2908 km²).

## Einrichtungen
- Auf dem Übergangsbereich vom Farnsberg zur östlich liegenden Höhe steht das Würzburger Karl-Straub-Haus (Würzburger Haus).[3]
- Auf dem Westhang befindet sich das Berghaus Rhön.[4] Beim Berghaus Rhön gibt es einen Skilift; seine Piste ist ca. 300 m lang und hat 35 m Höhenunterschied (715 bis 750 m).[5]
- Auf dem Übergangsbereich zu den nordwestlich gelegenen Barsteine befinden sich die Farnsberg-Hütten mit einer Fläche von ca. 2 Hektar.[6][7]

## Verkehrsanbindung und Wandern
Auf die Gipfelregion des Farnsbergs führen keine Straßen. Jedoch zweigt nordöstlich von Riedenberg von der Staatsstraße 2289 die Bergseestraße ab, die zum auf dem Westhang stehenden Berghaus Rhön verläuft; dort gibt es Wandererparkplätze. Auch von Süden her gibt es eine Zufahrt zum Berghaus Rhön: am Ortsausgang von Schildeck (gelegen zwischen der Autobahn-Ausfahrt Brückenau/Wildflecken der A 7 und dem Markt Geroda). Über den gipfelnahen Bereich des Südosthangs und vorbei am Würzburger Karl-Straub-Haus führt der Kreuzbergweg (HWO 7).